# Incidente de Vlora
O incidente de Vlora foi um ataque militar da Albânia contra a União Soviética no Mar Mediterrâneo em 1961.   Foi um acontecimento significativo na história da Albânia; marcou o culminar das tensões políticas e militares entre a Albânia e a União Soviética, que levaram à expulsão das forças soviéticas da Albânia.

## Antecedentes e prelúdio (1945-1961)
Após a Segunda Guerra Mundial, a Albânia ficou sob a liderança comunista e, sob a direção de Enver Hoxha, o país tornou-se um dos aliados mais próximos da União Soviética na Europa. O governo albanês recebeu assistência financeira e militar da União Soviética, que também ajudou a industrializar a nação.
No entanto, na década de 1960, desenvolveu-se uma ruptura entre a Albânia e a União Soviética como resultado de opiniões divergentes sobre como interpretar o marxismo-leninismo e o melhor método para implementar o comunismo à escala global. A Albânia criticou a URSS por ser demasiado complacente com os Estados Unidos e os seus aliados e rejeitou a abordagem de distensão que a União Soviética estava a seguir com o Ocidente.   
Em 1960, Enver Hoxha causou uma rixa com os soviéticos depois de alinhar as suas forças armadas com a China.  Nikita Khrushchev esperava que a Albânia servisse como base militar no Mar Mediterrâneo para "todos os países socialistas" e fornecesse equipamento e treino ao exército albanês, que incluía uma frota de doze submarinos. Como resultado da ruptura, a União Soviética impôs sanções económicas à Albânia, retirou oito dos doze submarinos, desmantelou as instalações navais soviéticas no porto albanês de Vlora, envolveu-se em debates polémicos com a liderança albanesa e encorajou os líderes pró-Moscou na Albânia a organizar um golpe contra Hoxha.  Entre os líderes da conspiração estava o vice-almirante Teme Sejko, um oficial militar albanês.   Embora a retirada dos submarinos tenha ocorrido pouco depois do anúncio de um julgamento contra Sejko, não se deve presumir que os albaneses tenham incitado a retirada dos soviéticos.  

## A posição soviética no Mediterrâneo
Durante a Guerra Fria, a União Soviética tentou aumentar a sua presença militar e influência fora das suas fronteiras, nomeadamente na área do Mediterrâneo. A postura da União Soviética no Mediterrâneo pretendia principalmente contrariar os Estados Unidos e a OTAN, que mantinham uma presença naval considerável na área. A União Soviética conseguiu aumentar a sua presença naval no Mediterrâneo. A Albânia foi um exemplo disso, cedendo à União Soviética uma parte da sua costa como parte do rápido avanço desta última para o Mediterrâneo.  Embora comparativamente insignificante política e economicamente para a União Soviética, a Albânia permitiu ao país estabelecer uma forte base militar que albergava fuzileiros navais e unidades maiores semelhantes a destróieres.  

### Base de Vlora
A Base de Vlora, também conhecida como Base Pasha Liman, foi uma importante base naval soviética na costa albanesa. Fundada em 1957, serviu como importante base para submarinos e navios de guerra soviéticos no Mediterrâneo. 

## O ataque e retirada da Marinha Soviética
Em 1961, o governo albanês decidiu usar a força militar para expulsar as forças soviéticas da Albânia e assumir o controle de quatro dos doze submarinos soviéticos. Em 7 de abril de 1961, as tropas albanesas começaram a posicionar a base de Vlora e a cercar os soldados soviéticos. As forças soviéticas receberam ordens de evacuar a base e deixar a Albânia. As tropas soviéticas resistiram inicialmente, mas após vários dias de cerco e negociações, foi alcançado um acordo. As forças soviéticas deixaram a base de Vlora em 12 de abril de 1961 e retiraram-se da Albânia.  Os soviéticos retiraram-se, retirando oito submarinos. 
Depois que os soviéticos tentaram deixar a Albânia, foram perseguidos pela Força Naval Albanesa e ameaçados com navios de guerra. Durante esta crise, um grupo de soviéticos foi morto e um navio soviético foi destruído pelo exército albanês. 
Após estes acontecimentos, Khrushchev procurou vingança contra a Albânia. Em 1962, ele conversou com os membros do Pacto de Varsóvia sobre como poderiam lançar uma invasão da Albânia. No entanto, este plano foi cerceado pelo advento da Crise dos Mísseis Cubanos. 

## Consequências
Isso levou à expulsão dos soviéticos da Albânia. Durante o ataque vários marinheiros soviéticos foram mortos pelas forças armadas albanesas. Após o incidente, as relações diplomáticas entre a Albânia e a União Soviética foram cortadas e a União Soviética perdeu o acesso ao Mediterrâneo na costa albanesa.   